# ناحوم بارنياع
ناحوم برنياع (العبرية: נחום ברנע), (ولد عام 1944)، هو كاتب وصحفي سياسي إسرائيلي، صاحب مقالة ثابتة في صحيفة يديعوت احرونوت، حائز على جائزة اسرائيل في مجال الإعلام لعام 2007. وفق استطلاع نشر في عام 1998 اختير برنياع كصحفي الأكثر تأثيراً في إسرائيل خلال الخمسين سنة لوجودها.
ولد في مدينة بيتح تكفا عام 1944، واسمه الاصلي ناحوم بورشتاين، خدم في سلاح المظليين وشارك في حرب 1967 وحرب اوكتوبر 1973، وحرب لبنان الأولى ضمن الاحتياط.
متزوج وأب لثلاث اولاد، ابنه يوناتان قتل في عملية انتحارية في القدس عام 1996.
حصل برنياع على اللقب الأول في التاريخ والعلوم السياسية، من الجامعة العبرية وهناك بدأ بالكتابة في الصحافة الطلابية، بدأ طريقه عام 1973 في جريدة «دافار»، والتي انتدبته ليكون مراسلها في واشنطن، وعمل في دافار حتى عام 1982، ومن ثم أصبح محرر جريدة «كوتيرت راشيت» حتى اغلاقه لاسباب مادية عام 1988. ومنذ عام 1989 برنياع هو كاتب وصحفي ثابت في هيئة تحرير يديعوت احرونوت، ويعتبر من أبرز صحفييها وصحفيي إسرائيل.
نشر ثلاث كتب سياسية.